# 伊宗拉布吕斯
伊宗拉布吕斯（法語：Izon-la-Bruisse，法語發音：[izɔ̃ la bʁɥis]）是法国德龙省的一个市镇，属于尼永斯区。

## 地理
伊宗拉布吕斯（44°15'20"N, 5°35'36"E）面积14.65 平方千米，位于法国奥弗涅-罗讷-阿尔卑斯大区德龙省，该省份为法国东南部内陆省份，北起顺时针与伊泽尔省、上阿尔卑斯省、上普罗旺斯阿尔卑斯省、沃克吕兹省和阿尔代什省接壤。
与伊宗拉布吕斯接壤的市镇（或旧市镇、城区）包括：圣科隆布、巴隆、埃加莱、拉博雷勒、乌韦兹河畔蒙托邦、梅乌日河畔韦尔斯。
伊宗拉布吕斯的时区为UTC+01:00、UTC+02:00（夏令时）。

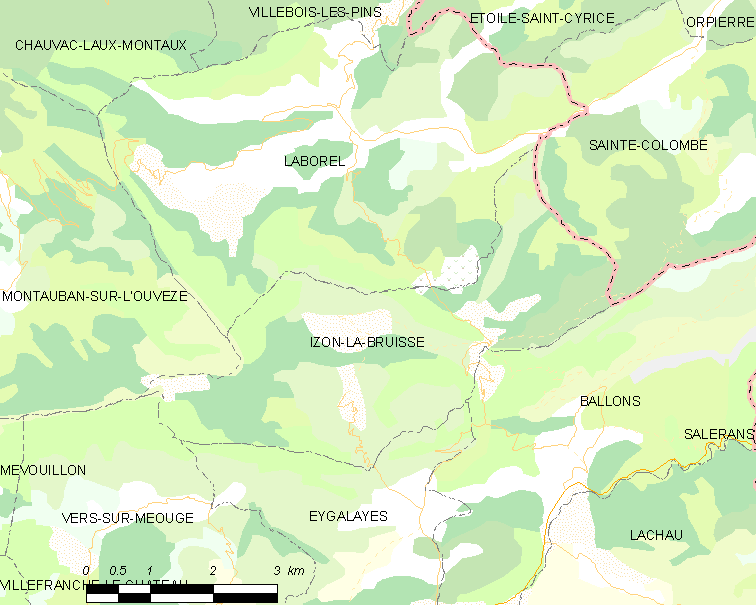
伊宗拉布吕斯的OSM定位图

## 行政
伊宗拉布吕斯的邮政编码为26560，INSEE市镇编码为26150。

## 政治
伊宗拉布吕斯所属的省级选区为尼永斯-巴罗尼县。

## 人口

1962-2008年间伊宗拉布吕斯人口变化图示

伊宗拉布吕斯于2022年1月1日时的人口数量为12人。